# كريستوفر جي. شامبلن
كريستوفر جي. شامبلن هو سياسي أمريكي، ولد في 12 أبريل 1768 في نيوبورت في الولايات المتحدة، وتوفي بنفس المكان في 18 مارس 1840. نشط حزبياً في الحزب الفيدرالي الأمريكي. وقد انتخب عضو مجلس الشيوخ الأمريكي ‏ عن دائرة Rhode Island Class 1 senate seat ‏ وقد انضم خلال فترته النيابية ‏ (4 مارس 1811 – 12 أكتوبر 1811) للكتلة البرلمانية الحزب الفيدرالي الأمريكي وانتخب عضو مجلس الشيوخ الأمريكي ‏ عن دائرة Rhode Island Class 1 senate seat ‏ وقد انضم خلال فترته النيابية ‏ (26 يونيو 1809 – 4 مارس 1811) للكتلة البرلمانية الحزب الفيدرالي الأمريكي وانتخب عضو مجلس النواب الأمريكي ‏.